# Чинтей
Чинтей (рум. Cintei) — село у повіті Арад в Румунії. Входить до складу комуни Зеранд.
Село розташоване на відстані 418 км на північний захід від Бухареста, 36 км на північний схід від Арада, 80 км на північ від Тімішоари.

## Населення
За даними перепису населення 2002 року у селі проживали 1245 осіб. Рідною мовою 1244 особи (99,9%) назвали румунську.
Національний склад населення села:
| Національність | Кількість осіб | Відсоток |
| -------------- | -------------- | -------- |
| румуни         | 1152           | 92,5%    |
| цигани         | 89             | 7,1%     |